# Sharks (rugby à XV)
Pour les articles homonymes, voir Sharks (homonymie).
Maillots
Actualités
Dernière mise à jour : 22 septembre 2024.
Les Sharks sont une franchise sud-africaine de rugby à XV basée à Durban, en Afrique du Sud. Ils participent au United Rugby Championship, après avoir participé au Super Rugby jusqu'en 2020. Shark signifie requin en anglais, un animal que l’on retrouve dans l’océan Indien au large de Durban. Les Sharks s’appuient sur l’équipe de Currie Cup des Natal Sharks, également basée à Durban et qui recrute des joueurs venant de l’ensemble de la province du KwaZulu-Natal.
Ils n’ont jamais remporté le Super Rugby mais ont atteint quatre fois la finale, une fois en tant qu’équipe du Natal en 1996 et trois fois en tant que franchise des Sharks en 2001, 2007 et 2012.

## Histoire

### Participation au Super Rugby (1996-2020)
En 1996 et 1997, l’Afrique du Sud qualifia pour le Super 12 les quatre meilleures équipes de la Currie Cup, et les deux années les Natal Sharks se qualifièrent.
Après s’être appelés les Banana Boys pendant un siècle, le temps était venu de changer. Le nom de Sharks est l’idée de Terry Kukle, propriétaire de Tag International. Après une étude des tendances marketing mondiales, Kukle présenta cette stratégie au conseil de la Natal Rugby Union. Après plusieurs réunions, il fut décidé d’adopter cette nouvelle identité. La presse locale fut au départ très réticente à adopter les nouveaux noms et concepts, mais après une saison pleine de succès et une bonne campagne de promotion, les Sharks furent finalement adoptés.
Les Sharks remportent, le 5 février 2015, la première édition du Rugby Masters, contre le Rugby club toulonnais (victoire 12-10) au Stade Mayol à Toulon. Cette compétition, imaginée par le président varois Mourad Boudjellal, oppose le vainqueur de la Coupe d'Europe de rugby à XV avec le vainqueur du Super 15 de l'hémisphère sud (les Sharks n'ont pas gagné la compétition, seulement la conférence sud-africaine).

### Intégration aux compétitions européennes (depuis 2021)
En 2021, à cause de la pandémie de Covid-19, les franchises sud-africaines quittent le Super Rugby. La fédération sud-africaine de rugby (SARU) fait intégrer plusieurs de ses franchises au Pro14 : les Bulls, les Sharks, les Stormers et les Lions. Une compétition de transition est ainsi créée durant le printemps 2021 : la Pro14 Rainbow Cup. Ensuite les franchises sud-africaines intègrent pleinement la compétition, à partir de la saison 2021-2022, qui prend le nom de United Rugby Championship (URC),.
Pour leur première participation à cette compétition, les Sharks sont éliminés en quarts de finale par les Bulls après un drop Chris Smith à la dernière seconde du match. Les piliers Ox Nché et Thomas du Toit sont retenus dans l'équipe type de la compétition pour leur première participation. Cette performance permet aux Sharks de se qualifier pour la Champions Cup de la saison d'après.

Pour leur deuxième saison en Europe, en 2022-2023, les Sharks sont éliminés de nouveau éliminés en quarts de finale du United Rugby Championship, cette fois par les Irlandais du Leinster. Le demi de mêlée Grant Williams est le seul joueur nommé dans l'équipe type du championnat cette saison. En parallèle, pour leur première participation à la Champions Cup, l'équipe se qualifie en huitième de finale, où elle élimine le Munster sur le score 50 à 35. Malgré une victoire impressionnante face aux Irlandais, confirmant leur statut de favoris pour remporter la compétition, ils sont éliminés dès le tour suivant, par le Stade toulousain après une large défaite 54 à 20.
1 Nché, 2 Mbonambi, 3 Koch

4 Etzebeth , 5 Grobler

 6 Venter, 8 Buthelezi, 7 Tshituka

 9 Williams, 10 Masuku

 11 Mapimpi, 12 Venter, 13 Hooker, 14 Kok
15 Fassi
En 2023-2024, les Sharks réalisent une mauvaise saison en United Ruby Championship et terminent à la quatorzième place du classement général, sur seize équipes. Toutefois, ils réalisent un très bon parcours en Challenge Cup. En effet, après avoir terminé premier de leur poule, les Sharks éliminent successivement le Zebre Parma, Édimbourg Rugby, puis l'ASM Clermont pour se retrouver en finale de la compétition face aux Anglais de Gloucester. Avec six champions du monde 2023 dans leur XV de départ (Ox Nché, Bongi Mbonambi, Vincent Koch, Eben Etzebeth, Makazole Mapimpi et Grant Williams) les Sud-Africains dominent leur adversaire et marquent trois essais inscrit par Phepsi Buthelezi, Aphelele Fassi et Mapimpi, leur permettant de s'imposer 36 à 22,. Ils deviennent alors la première équipe sud-africaine à remporter un titre en Europe.

## Palmarès
- Super 12 / Super 14 / Super Rugby :
  - Vice-champion (4) : 1996, 2001, 2007, 2012
- Rugby Masters :
  - Vainqueur (2) : 2015[1], 2016[19]
- Challenge Cup :
  - Vainqueur (1) : 2024

## Personnalités

### Effectif 2024-2025
| Nom                      | Date de naissance | Nationalité sportive | Sélections (points) | Club provincial     | Club précédent     | Arrivée au club |
| Talonneurs               | Talonneurs        | Talonneurs           | Talonneurs          | Talonneurs          | Talonneurs         | Talonneurs      |
| ------------------------ | ----------------- | -------------------- | ------------------- | ------------------- | ------------------ | --------------- |
| Ethan Bester             | 31 octobre 2004   | Afrique du Sud       | -                   | Natal Sharks        | Débuts au club     | 2024            |
| Fez Mbatha               | 2 août 1999       | Afrique du Sud       | -                   | Natal Sharks        | Débuts au club     | 2019            |
| Bongi Mbonambi           | 7 janvier 1991    | Afrique du Sud       | 80 (65)             | Western Province    | Stormers           | 2021            |
| Dylan Richardson         | 15 janvier 1999   | Écosse               | 6 (15)              | Natal Sharks        | Débuts au club     | 2019            |
| Piliers                  |                   |                      |                     |                     |                    |                 |
| Ruan Dreyer              | 16 septembre 1990 | Afrique du Sud       | 4 (5)               | Natal Sharks        | Lions              | 2024            |
| Dian Bleuler             | 5 août 1999       | Afrique du Sud       | -                   | Natal Sharks        | Stormers           | 2021            |
| Hanro Jacobs             | 14 mars 2000      | Afrique du Sud       | -                   | Natal Sharks        | Débuts au club     | 2020            |
| Vincent Koch             | 13 mars 1990      | Afrique du Sud       | 62 (5)              | Natal Sharks        | Stade français     | 2023            |
| Ntuthuko Mchunu          | 5 avril 1999      | Afrique du Sud       | 1 (0)               | Natal Sharks        | Débuts au club     | 2021            |
| Khwezi Mona              | 8 octobre 1992    | Afrique du Sud       | -                   | Natal Sharks        | Débuts au club     | 2020            |
| Ox Nché                  | 23 juillet 1995   | Afrique du Sud       | 42 (0)              | Natal Sharks        | Cheetahs           | 2020            |
| Trevor Nyakane           | 4 mai 1989        | Afrique du Sud       | 67 (5)              | Natal Sharks        | Racing 92          | 2024            |
| Deuxièmes lignes         |                   |                      |                     |                     |                    |                 |
| Ockie Barnard            | 21 janvier 2001   | Afrique du Sud       | -                   | Free State Cheetahs | Débuts au club     | 2023            |
| Eben Etzebeth            | 29 octobre 1991   | Afrique du Sud       | 134 (35)            | Western Province    | RC Toulon          | 2022            |
| Gerbrandt Grobler        | 6 février 1992    | Afrique du Sud       | -                   | Natal Sharks        | Stade français     | 2021            |
| Jason Jenkins            | 2 décembre 1995   | Afrique du Sud       | 1 (0)               | -                   | Leinster Rugby     | 2024            |
| Corné Rahl               | 27 mai 2002       | Afrique du Sud       | -                   | Natal Sharks        | Débuts au club     | 2023            |
| Emile van Heerden        | 8 août 2000       | Afrique du Sud       | -                   | Natal Sharks        | Débuts au club     | 2023            |
| Troisièmes lignes aile   |                   |                      |                     |                     |                    |                 |
| Phepsi Buthelezi         | 30 mai 1999       | Afrique du Sud       | -                   | Natal Sharks        | Débuts au club     | 2019            |
| Siya Kolisi              | 16 juin 1991      | Afrique du Sud       | 94 (65)             | -                   | Racing 92          | 2024            |
| Jeandre Labuschagne      | 17 juillet 1999   | Afrique du Sud       | -                   | Natal Sharks        | Débuts au club     | 2021            |
| Tinotenda Mavesere       | 17 octobre 1998   | Zimbabwe             | 6 (0)               | Natal Sharks        | Débuts au club     | 2023            |
| Emmanuel Tshituka        | 16 juin 2000      | RD Congo             | -                   | Natal Sharks        | Lions              | 2024            |
| Vincent Tshituka         | 10 septembre 1998 | Afrique du Sud       | 1 (0)               | Golden Lions        | Lions              | 2022            |
| James Venter             | 21 août 1996      | Afrique du Sud       | -                   | Natal Sharks        | Lions              | 2020            |
| Troisièmes lignes centre |                   |                      |                     |                     |                    |                 |
| Nick Hatton              | 17 janvier 2003   | Afrique du Sud       | -                   | Natal Sharks        | Débuts au club     | 2024            |
| Demis de mêlée           |                   |                      |                     |                     |                    |                 |
| Bradley Davids           | 30 juillet 2002   | Afrique du Sud       | -                   | Natal Sharks        | Débuts au club     | 2022            |
| Tiaan Fourie             | 22 avril 2002     | Afrique du Sud       | -                   | Natal Sharks        | Bulls              | 2023            |
| Jaden Hendrikse          | 23 mars 2000      | Afrique du Sud       | 19 (19)             | Natal Sharks        | Débuts au club     | 2020            |
| Grant Williams           | 22 juillet 1996   | Afrique du Sud       | 20 (25)             | Natal Sharks        | Débuts au club     | 2018            |
| Demis d'ouverture        |                   |                      |                     |                     |                    |                 |
| Jordan Hendrikse         | 25 juin 1997      | Afrique du Sud       | 2 (22)              | -                   | Lions              | 2024            |
| Siya Masuku              | 22 février 1999   | Afrique du Sud       | -                   | -                   | Cheetahs           | 2024            |
| Lionel Cronjé            | 25 mai 1989       | Afrique du Sud       | -                   | Natal Sharks        | Toyota Verblitz    | 2022            |
| Centres                  |                   |                      |                     |                     |                    |                 |
| Lukhanyo Am              | 28 novembre 1993  | Afrique du Sud       | 42 (30)             | Natal Sharks        | Southern Kings     | 2017            |
| André Esterhuizen        | 30 mars 1994      | Afrique du Sud       | 21 (5)              | -                   | Harlequins         | 2024            |
| Ethan Hooker             | 20 janvier 2003   | Afrique du Sud       | 1 (0)               | -                   | Débuts au club     | 2023            |
| Jurenzo Julius           | 11 mai 2004       | Namibie              | -                   | Natal Sharks        | Débuts au club     | 2024            |
| Francois Venter          | 19 avril 1991     | Afrique du Sud       | 7 (0)               | Natal Sharks        | Worcester Warriors | 2022            |
| Ailiers                  |                   |                      |                     |                     |                    |                 |
| Eduan Keyter             | 13 juin 1996      | Afrique du Sud       | -                   | Natal Sharks        | Débuts au club     | 2021            |
| Makazole Mapimpi         | 26 juillet 1990   | Afrique du Sud       | 46 (155)            | Natal Sharks        | Southern Kings     | 2018            |
| Yaw Penxe                | 3 avril 1997      | Afrique du Sud       | -                   | Natal Sharks        | Southern Kings     | 2020            |
| Marnus Potgieter         | 20 juin 1999      | Afrique du Sud       | -                   | Natal Sharks        | Débuts au club     | 2021            |
| Arrières                 |                   |                      |                     |                     |                    |                 |
| Aphelele Fassi           | 23 janvier 1998   | Afrique du Sud       | 14 (35)             | Natal Sharks        | Débuts au club     | 2019            |
| Hakeem Kunene            | 3 février 2003    | Afrique du Sud       | -                   | Natal Sharks        | Débuts au club     | 2024            |

### Joueurs emblématiques
- Mark Andrews
- Percy Montgomery
- Tendai Mtawarira
- JP Pietersen
- John Smit
- François Steyn
- Stefan Terblanche
- Bismarck du Plessis
- Patrick Lambie
- Charl McLeod
- Makazole Mapimpi
- Bongi Mbonambi
- Gregor Townsend
- Andy Goode
- Frédéric Michalak

### Liste des entraîneurs
- 1996-1999 : Ian McIntosh
- 1999-2000 : Hugh Reece-Edwards
- 2000-2002 : Rudolf Straeuli
- 2002-2006 : Kevin Putt
- 2006-2008 : Dick Muir
- 2008-2012 : John Plumtree
- 2012-2013 : Brendan Venter
- 2013-2014 : Jake White
- 2014-2016 : Gary Gold
- 2016-2019 : Robert Du Preez
- 2019-2022 : Sean Everitt
- 2022-2023 : Neil Powell
- 2023- : John Plumtree